# Selecció de futbol de Luxemburg
La Selecció de futbol de Luxemburg és l'equip representatiu del país a les competicions oficials. La seva organització va a càrrec de la Federació Luxemburguesa de Futbol, que pertany a la UEFA.
És una de les seleccions més fluixes del continent europeu i mai no s'ha classificat per a la fase final de cap competició internacional. El 1964 van estar a punt de classificar-se per a la ronda final de quatre equips de la Eurocopa: van derrotar la selecció dels Països Baixos per 1-1 i 2-1, i després van empatar amb Dinamarca per 3-3 i 2-2, per la qual cosa van haver de jugar un tercer partit definitiu en què els danesos finalment es van imposar per 1-0.
Tanmateix, el 10 de setembre de 2008 Luxemburg va aconseguir un resultat històric a les eliminatòries per al Mundial de Sud-àfrica 2010, ja que van guanyar, com a visitants, la selecció de Suïssa per 1-2.
Luxemburg, a més ha participat en els Jocs Olímpics següents: Anvers 1920, París 1924, Amsterdam 1928, Berlín 1936, Londres 1948 i Hèlsinki 1952.

## Luxemburg als Mundials
- 1930 - Sense participació
- 1934 a 2018 - No es va classificar

## Eurocopa
- 1960 - No hi participà
- 1964 a 2016 - No es va classificar

## Jugadors

### Jugadors amb més participacions
El 5 de setembre de 2015
| # | Nom           | Període   | Participacions |
| - | ------------- | --------- | -------------- |
| 1 | Jeff Strasser | 1993–2010 | 98             |
| 2 | René Peters   | 2000-     | 91             |
| 3 | Eric Hoffmann | 2002–     | 88             |
| 4 | Carlo Weis    | 1978–1998 | 87             |
| 5 | Mario Mutsch  | 2005–     | 80             |

### Màxims golejadors
El 5 de setembre de 2015
| Lloc | Jugador         | Període   | Gols |
| ---- | --------------- | --------- | ---- |
| 1    | Léon Mart       | 1939-1945 | 16   |
| 2    | Gustave Kemp    | 1938-1945 | 15   |
| 3    | Camille Libar   | 1938-1947 | 14   |
| 4    | Nicolas Kettel  | 1946-1959 | 13   |
| 5    | François Muller | 1949-1954 | 12   |

## Seleccionadors
Actualitzat el 5 de setembre de 2015
| Entrenador                             | Anys      |
| -------------------------------------- | --------- |
| Sense seleccionador (comissió tècnica) | 1911-1978 |
| Louis Pilot                            | 1978-1984 |
| Paul Philipp                           | 1985-2001 |
| Allan Simonsen                         | 2001-2004 |
| Guy Hellers                            | 2004-2010 |
| Luc Holtz                              | 2010-     |